# Sasinklopit
Sasinklopit är öar i Finland. De ligger i Bottenhavet och i kommunen Nystad i landskapet Egentliga Finland, i den sydvästra delen av landet. Öarna ligger omkring 84 kilometer nordväst om Åbo och omkring 220 kilometer väster om Helsingfors.
Arean för den av öarna koordinaterna pekar på är 0,5 hektar och dess största längd är 150 meter i sydöst-nordvästlig riktning. Närmaste större samhälle är Raumo, 19,3 km nordost om Sasinklopit.